# 松本悟
松本 悟（まつもと さとる、1948年 -）はバンダイチャンネル取締役会長、バンダイビジュアル取締役。

## 来歴・人物
1968年に今井科学に入社。『サンダーバード』や『キャプテンスカーレット』の模型の設計を行う。今井科学倒産後は船の設計の職に就くが、今井科学時代の上司の誘いを受け、1970年にバンダイ模型に入社、『宇宙戦艦ヤマト』『トラック野郎』『機動戦士ガンダム』などの設計を行う。自身の最後の設計は『1/144ジム』。
スケールモデル志向が強く、スーパーカーブームの時には「1/20トヨタ・セリカ1600GT」など精密な模型を設計、ガンプラのスケール表示を決定している。
1982年に技術部部長、1985年に開発本部部長。その後玩具開発一部部長、玩具模型事業部ホビー部部長、ホビー事業部事業部長、静岡工場工場長などを経て、1994年にサンライズがバンダイ傘下になったことに伴い取締役に就任、『機動武闘伝Gガンダム』に関与する。
2002年にバンダイチャンネル代表取締役に就任。2006年にサンライズ音楽出版代表取締役、サンライズインタラクティブ代表取締役に就任。
2010年現在はバンダイチャンネル取締役会長、バンダイビジュアル株式会社取締役を兼任している。

## 著書
俺たちのガンダム・ビジネス（仲吉 昭治：共著）